# Felix K. Maier
Felix Klaus Maier (* 2. Oktober 1981 in Villingen-Schwenningen) ist ein deutscher Althistoriker und Altphilologe.

## Leben und Forschung
Maier erwarb 2001 am Fürstenberg-Gymnasium Donaueschingen sein Abitur, leistete bis 2002 den Grundwehrdienst ab und studierte anschließend an den Universitäten Eichstätt, Freiburg und Oxford. Von 2002 bis 2008 war er Stipendiat der Studienstiftung des Deutschen Volkes. 2008 legte er an der Universität Freiburg das Staatsexamen in den Fächern lateinische Philologie, Geschichte und griechische Philologie ab.
Im Jahr 2011 wurde Maier in Freiburg mit der von Hans-Joachim Gehrke betreuten Arbeit „Überall mit dem Unerwarteten rechnen“ – Die Kontingenz historischer Prozesse bei Polybios in Alter Geschichte promoviert. Während des Promotionsstudiums wurde er als Promotionsstipendiat von der Studienstiftung des Deutschen Volkes und der Gerda Henkel-Stiftung gefördert. Die Dissertation wurde mit mehreren Preisen, darunter dem Walter-Witzenmann-Preis, ausgezeichnet und 2012 in der Reihe Vestigia publiziert. Im gleichen Jahr wurde Maier zum Nachwuchskollegiaten der Heidelberger Akademie der Wissenschaften ernannt.
Im Anschluss war Maier bis 2017 wissenschaftlicher Assistent in Freiburg, bereits 2015 erfolgte die Habilitation mit der 2019 publizierten Schrift Palastrevolution. Der Weg zum hauptstädtischen Kaisertum im Römischen Reich des vierten Jahrhunderts, für die Maier eine doppelte venia legendi in den Fächern Alte Geschichte und Klassische Philologie verliehen wurde. Während dieser Zeit war Maier Visiting Scholar am Department of Classics and Ancient History der University of Durham und von 2015 bis 2018 Nachwuchsgruppenleiter eines Projekts zu den Digital Classics, das von der Heidelberger Akademie der Wissenschaften gefördert wurde.
Nachdem Maier in den Jahren 2016 und 2017 Lehrstühle für Alte Geschichte an den Universitäten Freiburg (Peter Eich), Tübingen (Sebastian Schmidt-Hofner) und Frankfurt (Hartmut Leppin) vertreten hatte, war er von 2018 bis 2022 Heisenberg-Stipendiat an der Universität Würzburg. Innerhalb dieses Zeitraums war er von Juli bis Oktober 2019 Visiting Fellow bei Noel Lenski am Department of History der Yale University.
2022 erhielt Maier sowohl einen Ruf an die Humboldt-Universität zu Berlin auf eine Professur für Alte Geschichte mit besonderer Berücksichtigung der Digital Humanities als auch einen Ruf an die Universität Zürich auf den neuen Lehrstuhl für die Geschichte Asiens und Europas im ersten Millennium. Er folgte dem Ruf an die Universität Zürich und wurde dort zum 1. August 2022 zum Ordinarius ernannt. Einen Ruf an die Universität Leipzig auf eine W3-Professur für Alte Geschichte lehnte er 2024 ab.
Zu Maiers Forschungsschwerpunkten gehören die griechische und römische Historiographie, antike Zeit- und Raumvorstellungen, das Kaisertum der Spätantike, die Eskalationsanalyse militärischer Konflikte sowie die Digital Classics. Seit 2017 ist Maier gemeinsam mit Hans-Joachim Gehrke Herausgeber der geographischen Autoren innerhalb der digitalen Veröffentlichung der Fragmente der griechischen Historiker.

## Schriften (Auswahl)
Monographien
- „Überall mit dem Unerwarteten rechnen“ – Die Kontingenz historischer Prozesse bei Polybios (= Vestigia. Band 65). Beck, München 2012, ISBN 978-3-406-64171-8 (Dissertation, Freiburg im Breisgau 2011).
- Palastrevolution. Der Weg zum hauptstädtischen Kaisertum im Römischen Reich des vierten Jahrhunderts (= Antike Imperien. Band 1). Schöningh, Paderborn 2019, ISBN 978-3-506-79241-9 (Habilitationsschrift, Freiburg im Breisgau 2015).

Herausgeberschaften
- mit Thomas Blank: Die symphonischen Schwestern – Konstruktionen von Wahrheit in der nachklassischen Geschichtsschreibung. Franz Steiner, Stuttgart 2018, ISBN 978-3-515-11838-5.
- mit Stelios Chronopoulos und Anna Novokhatko: Digitale Altertumswissenschaften – Thesen und Debatten zu Methoden und Anwendungen. Propylaeum, Heidelberg 2020, doi:10.11588/PROPYLAEUM.563.
- mit Stelios Chronopoulos und Anna Novokhatko: Digital Text Analysis of Greek and Latin sources; Methods, Tools, Perspectives. Classics@20, Harvard 2022 (Digitalisat).